# Alfredo Sobreira
Alfredo Sobreira (1931 – Lisboa, 26 de outubro de 2022) foi um ator português.

## Biografia
Nascido em 1931, Alfredo Sobreira fez parte da Companhia de Teatro de Almada durante 26 anos, desde 1978 até 2004, tendo participando em 23 espetáculos.
Interpretou várias personagens de textos de autores portugueses como Gil Vicente, Camilo Castelo Branco, José Saramago, Romeu Correia, Virgílio Martinho, Fonseca Lobo e António Borges Coelho, como também personagens de autores estrangeiros como William Shakespeare, Aristófanes, Eugene O'Neill e Bertolt Brecht.
Na televisão fez parte do elenco de Zé Gato, Uma Cidade Como a Nossa, e Duarte e Companhia. Participou ainda em filmes como "O Judeu" da autoria do cineasta Jom Tob Azulay, sobre o dramaturgo António José da Silva, e "Sem Ela" de Anna de Palma.
Faleceu na madrugada de 26 de outubro de 2022 em Lisboa, aos 91 anos, segundo anunciou a Companhia de Teatro de Almada.